# Богдановський Олександр Михайлович
Богдановський Олександр Михайлович (1832, Тамбовська губернія — 5 січня 1902, Київ, похований у селі Мовчани — зараз Жмеринського району Вінницької області) — російський та український правознавець та громадський діяч. Спеціаліст з кримінального права та ювенальної юстиції. Займав низку посад у Рішельєвському  ліцеї та в Новоросійському університеті — директора ліцею, екстраординарного та ординарного професора університету, проректора, декана юридичного факультету (1887 — 1892). Працював також як редактор та видавець. Був гласним одеської міської думи та почесним мировим суддею одеського судово-мирового округу.

## Праці
- Богдановский А. М. Развитие понятий о преступлении и наказании в русском праве до Петра Великого / рассуждение А. Богдановского. - Москва: В тип. Каткова и К°, 1857.  – 146 с.
- Богдановский А. М. О земледельческих колониях и исправительных школах во Франции, Англии и Германии. – Одесса, 1861. – 82 с.
- Богдановский А. М. Молодые преступники: Вопрос уголовного права и уголовной политики / Богдановский А. – 2-е изд., испр. и доп. – С.-Пб.: Тип. А. Моригеровского, 1871. – 311 с.

| S: | Твори цього автора перебувають у суспільному надбанні. Ви можете допомогти проєкту, додавши їх у Вікіджерела. |